# ماوري فرانكو باربوسا دا سيلفا
ماوري فرانكو باربوسا دا سيلفا هو لاعب كرة قدم برازيلي في مركز الوسط، ولد في 6 مارس 1993 في Catu ‏ في البرازيل. لعب مع Real Balompédica Linense ‏.

## وصلات خارجية
- ماوري فرانكو باربوسا دا سيلفا على موقع قاعدة بيانات كرة القدم.إي يو (الإنجليزية)
- ماوري فرانكو باربوسا دا سيلفا على موقع Soccerway.com (الإنجليزية)